# Frédéric Beigbeder
Pour l’article homonyme, voir Beigbeder.
Frédéric Beigbeder, né le 21 septembre 1965 à Neuilly-sur-Seine, est un écrivain, critique littéraire, scénariste, animateur de télévision, et réalisateur français.
Il est le créateur du prix de Flore, un prix littéraire dont il préside le jury. Il fut également directeur de la rédaction du magazine Lui. Il obtient en 2003 le prix Interallié pour Windows on the World, en 2009 le prix Renaudot pour son livre Un roman français et en 2018 le Prix Rive Gauche à Paris pour son livre Une vie sans fin.

## Biographie

### Origines
Frédéric Beigbeder naît le 21 septembre 1965 à Neuilly-sur-Seine, dans une famille bourgeoise implantée en Béarn. Beigbeder est un nom de famille typiquement béarnais signifiant « belvédère », issu de noms de hameaux forgés à partir des mots gascons beth, « beau », et veder, « voir ».
Sa mère, Christine de Chasteigner de La Rocheposay, est traductrice (elle traduit entre autres les romans de Barbara Cartland), et son père, Jean-Michel Beigbeder, est recruteur « chasseur de têtes », lui-même fils du directeur des Établissements de Cure du Béarn. Ses parents divorcent en 1970. Avec son frère Charles, il vit entre les deux foyers, essentiellement chez leur mère qui se met en couple en 1974 avec Pierre Richard de Soultrait.
Son frère, Charles, est un financier, homme d’affaires et homme politique, fondateur notamment de la société de courtage en ligne Selftrade, puis du fournisseur d'électricité Poweo et de la société financière Audacia.

### Instruction
Il est élève, comme son frère Charles, de l'école Bossuet à Paris, alors dirigée par le prêtre Jean-Michel Di Falco, avec qui il publiera le livre Je crois moi non plus.
Il effectue sa scolarité aux lycées Montaigne et Louis-le-Grand à Paris. Après avoir préparé le concours d'entrée à Institut privé de préparation aux études supérieures (Ipésup), il est diplômé de l'Institut d'études politiques de Paris en 1987 (section service public). Il fonde le Caca’s Club, acronyme du « Club des analphabètes cons mais attachants », où il fréquente notamment Jean-François Copé et Édouard Baer. Grâce à ce club de noctambules parisiens, il est repéré par Thierry Ardisson, qui l'invite régulièrement dans ses émissions de télévision.
Il achève ses études par un diplôme d'études supérieures spécialisées (DESS) en marketing – publicité à l'École des hautes études en sciences de l'information et de la communication (Celsa) de la Sorbonne.
En 1990, âgé de vingt-cinq ans, il publie son premier roman, Mémoires d'un jeune homme dérangé, aux éditions de la Table ronde.

### Parcours littéraire
- Romans autobiographiques : Mémoires d’un jeune homme dérangé, L’amour dure trois ans, L’Égoïste romantique, Un roman français, Une vie sans fin et Un barrage contre l'Atlantique.
- Romans satiriques : Vacances dans le coma, Nouvelles sous ecstasy, 99 francs[9], Au secours Pardon, L'homme qui pleure de rire.
- « Romans non-fictionnels » : Windows on the world, Oona & Salinger[10]. Les personnages éponymes de ce dernier roman sont l'écrivain J. D. Salinger et Oona O'Neill.

#### Chronologie des publications

##### Romans et nouvelles

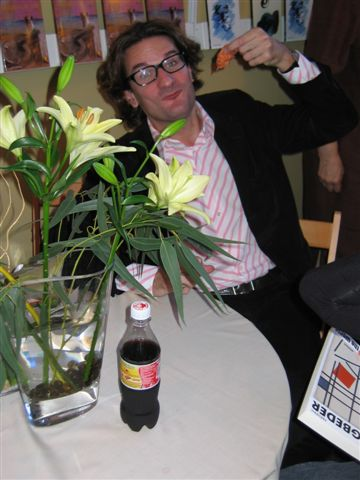
Frédéric Beigbeder en 2004.

En 1990, âgé de vingt-quatre ans, il publie son premier roman, Mémoires d'un jeune homme dérangé, aux éditions de la Table ronde.
En 1994 paraît son deuxième roman, Vacances dans le coma, puis, en 1997, L'amour dure trois ans, qui clôt la trilogie de Marc Marronnier. Suit un recueil de nouvelles chez Gallimard en 1999, Nouvelles sous ecstasy.
En 2000, Frédéric Beigbeder est licencié pour faute grave de chez Young & Rubicam, peu après la parution de son roman satirique 99 Francs, roman qui épingle les travers de la publicité.
Son roman Windows on the World, qui se déroule dans les tours jumelles du World Trade Center durant les attentats du 11 septembre 2001, reçoit le prix Interallié en 2003, et sa traduction anglaise (par Frank Wynne) est récompensée de l'Independent Foreign Fiction Award en 2005.
En 2005, il publie L'Égoïste romantique. En novembre de cette même année, il est, avec Alain Decaux, Mohamed Kacimi, Richard Millet, Daniel Rondeau et Jean-Pierre Thiollet, l'un des participants du Salon du livre de Beyrouth. En 2007, il publie Au secours pardon (suite des aventures d'Octave, le héros de 99 francs). Le 28 janvier 2008 à Paris, Frédéric Beigbeder et un ami, l'écrivain Simon Liberati, sont surpris, penchés sur le capot d'une voiture, par une patrouille de police peu après 3 heures du matin dans le 8e arrondissement de Paris. Dans les poches de l'écrivain, la police trouve deux sachets contenant l'équivalent de 2,6 grammes de cocaïne, qu'il consomme de manière assumée. Ils sont relâchés le surlendemain. Cet épisode est à l'origine d'une polémique impliquant le procureur de la République de Paris : Jean-Claude Marin est, en effet, placé « en détention non provisoire » au chapitre 27 de Un roman français de Frédéric Beigbeder, paru le 18 août 2009 chez Grasset. Invoquant la peur des conséquences judiciaires, l'éditeur demande à l'écrivain de retirer certains passages du livre,,.
En 2020, il publie L'homme qui pleure de rire, continuant les aventures d'Octave Parango, maintenant humoriste dans la matinale de la première radio de France.
En 2022, il publie, chez Grasset, Un barrage contre l'Atlantique, la suite de Un roman français.

##### Bande dessinée
Il a été le scénariste de la série de BD Rester normal, illustré par Philippe Bertrand et édité aux éditions Dargaud. Cette bande-dessinée est une satire de la jet-set internationale et de ses travers. Deux albums existent : Rester normal, publié en 2002 et Rester normal à Saint Tropez, publié en 2004.

##### Essais et entretiens
Frédéric Beigbeder a publié plusieurs essais. En 2001, il commente dans Dernier inventaire avant liquidation les 50 premières œuvres littéraires d’un classement établi par Le Monde et la Fnac. Il y rassemble des chroniques critiques sur les grands classiques tels que L’Étranger d'Albert Camus ainsi que sur des poésies et des BD. En 2005, Je crois, moi non plus est publié en Livre de poche. Il s’agit d’un dialogue courant sur trois années entre Mgr Jean-Michel Di Falco, évêque de Gap, ex-porte-parole des évêques de France et Frédéric Beigbeder sur la religion catholique.
Les Éditions Léo Scheer ont notamment lancé une nouvelle collection intitulée « Écrivains d’aujourd’hui » en 2007. Le premier des titres est consacré à Frédéric Beigbeder et contient un long entretien entre l’auteur et Angie David concernant son parcours et ses œuvres littéraires.
La même année paraît 99 francs Le manuel d'utilisation de la société d'hyperconsommation, un livre destiné à accompagner la sortie du film 99 francs et contenant notamment des témoignages inédits, non présents dans le roman.
En 2011, paraît Premier bilan après l’Apocalypse, suite de Dernier inventaire avant liquidation. Cette fois l’auteur y commente ses 100 livres préférés du XXe siècle.
Le 16 septembre 2015 sort aux éditions Grasset Conversations d'un enfant du siècle, un recueil regroupant des entretiens de Frédéric Beigbeder effectués entre 1999 et 2014 avec des écrivains influents d'aujourd'hui et cela pour le compte de nombreux magazines (GQ, Lui, Le Figaro, etc.), mais aussi des conversations fictives avec des écrivains morts.

#### Éditeur
En janvier 2003, Flammarion propose à l'écrivain de passer « de l'autre côté du miroir » et de devenir éditeur. Le premier roman qu'il choisit s'appelle Une fièvre impossible à négocier de Lola Lafon,, sur son engagement alter-mondialiste et sa participation à des Black blocs.
En trois ans, il publie environ vingt-cinq livres pour le compte de Flammarion, avant de quitter ses fonctions en 2006. Il a notamment édité les auteurs Pierre Mérot, Simon Liberati, Bénédicte Martin et Guillaume Dustan.

#### Prix littéraires
Frédéric Beigbeder, qui a fondé le prix de Flore en 1994, préside son jury depuis lors. Il a également créé le prix Sade en 2001 avec Lionel Aracil, a siégé dans le jury du prix Décembre (-2011), et, depuis mars 2011, est membre du jury du prix Renaudot.
En 2011, il est membre du jury du prix Françoise-Sagan. À partir de 2011, il est également membre du jury du prix Saint-Germain dont il a démissionné en 2013 et du prix Fitzgerald.
En 2018, il reçoit le prix Rive Gauche à Paris pour son livre Une vie sans fin.
En 2022, il se porte candidat à l'Académie française.

### Médias

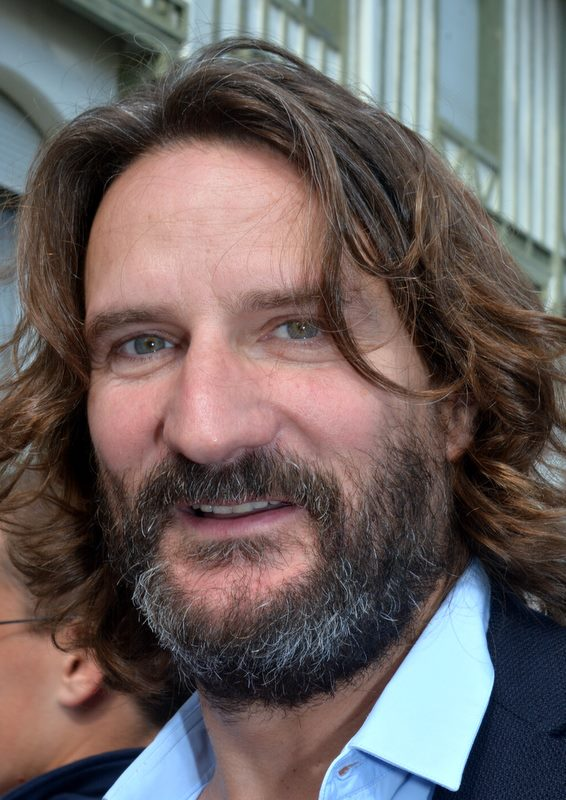
Frédéric Beigbeder au festival du cinéma américain de Deauville 2014.

#### Publicité
Il devient en 1990 concepteur-rédacteur dans l'agence de publicité CLM/BBDO, TBWA, et surtout plus de cinq ans chez Young & Rubicam, tout en étant critique littéraire ou chroniqueur nocturne dans les magazines Elle, Paris Match, Voici ou encore VSD et démarrant en même temps sa carrière d’écrivain.
II en ressortira quelque peu écœuré et ne manquera pas d'exprimer son mépris pour le métier dans 99 francs (2000), son premier best-seller. Il est licencié par l'agence publicitaire Young & Rubicam quelques jours après la publication du livre, chose qu'il convoitait déjà dans le roman : « J'écris ce livre pour me faire virer ».

#### Cinéma
99 francs a été adapté au cinéma par Jan Kounen, dans un film sorti le 26 septembre 2007. L'écrivain, qui a participé activement à l'écriture du film et au tournage, y joue également un petit rôle.
En 2012, Il réalise son premier film L'amour dure trois ans qui réunit 750 000 entrées où il met en scène Gaspard Proust, Frédérique Bel, Jonathan Lambert et Louise Bourgoin.
En 2015, il commence le tournage de L'Idéal, adaptation de son roman, Au secours pardon. Se positionnant comme une suite de 99 francs, le film met en scène l'ancien concepteur-rédacteur Octave Parango de 99 francs reconverti dans le « model scouting » à Moscou. On y retrouve notamment Gaspard Proust, Audrey Fleurot et Jonathan Lambert dans les rôles principaux.
En 2016, il est président du jury au festival du cinéma russe à Honfleur.
En 2019, il est président du jury du premier festival « Ciné Roman ».

#### Presse
En 1996, il crée la revue littéraire NRV avec Arnaud Viviant et Florent Massot. En 2003, il crée avec Stéphane Million la revue littéraire Bordel. Il a par ailleurs été chroniqueur à Lire et intervieweur pour GQ.
En 2012, il succède à François Nourissier au Feuilleton littéraire du Figaro Magazine.
En 2013, Frédéric Beigbeder prend la direction de la rédaction du magazine Lui, qu'il relance le 4 septembre. En mars 2017, Frédéric Taddeï lui succède à la direction.

#### Télévision
En 2002, il présente l'Hypershow de Canal+. Entre septembre 2005 et mai 2007, il intervient comme chroniqueur dans Le Grand Journal, présenté par Michel Denisot. Frédéric Beigbeder a également été animateur de l'émission hebdomadaire de critique littéraire et cinématographique Le Cercle de 2007 à décembre 2015 sur Canal+ Cinéma.

#### Radio
À compter du 25 août 2016, Frédéric Beigbeder intervient pour un billet d'humeur hebdomadaire dans la matinale de France Inter, animée par Patrick Cohen puis Nicolas Demorand, ainsi que pour une chronique décalée à un autre moment dans la semaine, toujours sur France Inter. À la suite d'une chronique improvisée, la direction de France Inter annonce la fin de leur collaboration le 17 novembre 2018. Beigbeder s'estime injustement sanctionné, ce à quoi la directrice de France Inter, Laurence Bloch, répond : « Le souci est que Frédéric Beigbeder ne travaillait pas assez, ses chroniques ne tenaient pas debout ».
À partir du 6 septembre 2019, il devient sociétaire des Grosses Têtes, présenté par Laurent Ruquier.
Depuis septembre 2022, il présente une émission littéraire sur Radio Classique le vendredi de 19 h à 20 h : Confessions d'un enfant du siècle. Après deux années d'émission, il n'est pas reconduit pour 2024-2025,, :

#### Internet
En 2016, il participe à l'émission Les Recettes pompettes présentée par Monsieur Poulpe.

## Vie privée

### Relations et enfants
Il se marie une première fois le 17 mai 1991 avec Diane de Mac Mahon, le couple divorce en mars 1996. De sa relation avec la comédienne et romancière Delphine Valette naît en 1999 une fille.
Il épouse en secondes noces, le 17 juin 2003, Amélie Labrande, une chef d'entreprise, dont il divorce.
De 2004 à 2006, il a une relation amoureuse avec l'actrice Laura Smet.
Le 12 avril 2014, aux Bahamas, il épouse en troisièmes noces l'artiste et photographe suisse Lara Micheli, qu'il a rencontrée à Genève. Le couple a une fille en 2015, puis un garçon, en mai 2017.

## Prises de position et critiques
En 2002, il co-signe une pétition demandant une « solution rapide et décente aux problèmes fiscaux de Françoise Sagan », condamnée pour une fraude fiscale sur ses revenus de 1994 et devant à l’État 838 469 euros, en considérant que si « Françoise Sagan doit de l'argent à l’État, la France lui doit beaucoup plus : le prestige, le talent, un certain goût de la liberté et de la douceur de vivre. »
En 2013, il est signataire du « manifeste des 343 salauds » paru dans le mensuel Causeur, qui défend le droit d'aller « aux putes », s'opposant ainsi à la proposition de loi pour la pénalisation des clients de la prostitution.
En janvier 2014, le site de l'association de critique des médias Acrimed publie un article critiquant le magazine Lui, dont il est le directeur de publication depuis 2013, lui reprochant notamment son antiféminisme « branché ».
En 2015, il participe à Nous sommes Charlie : 60 écrivains unis pour la liberté d'expression.
Début 2020, lors de l'affaire Matzneff, il est invité sur Europe 1. Il explique au sujet du prix Renaudot, dont il était membre du jury en 2013 lorsqu'il a été délivré à Gabriel Matzneff : « Je ne sais pas si on lui donnerait aujourd'hui […]. Il y a un regard qui a totalement changé sur cette époque. » Ayant rappelé quelques jours plus tôt dans Le Monde que Matzneff « restait [son] ami », il se justifie en soulignant qu'il ne peut « pas enfoncer quelqu'un qui est déjà à terre et qui fait l'objet d'une chasse à l'homme », et ajoute au sujet des écrits polémiques de ce dernier : « on pensait que peut-être c'était un mythomane. » Pourtant, comme il le fait valoir lui-même, Beigbeder a souvent côtoyé Matzneff. Dans une émission de 1995, les deux hommes, accompagnés de Thierry Ardisson, plaisantent sur les « filles de 12 ans et demi » avec qui ils pourraient avoir envie de passer la nuit.
En mars 2020, dans une chronique sur Europe 1, il s'en prend à des intervenantes de la cérémonie des Césars, parmi lesquelles Florence Foresti et Adèle Haenel, les désignant comme une « meute de hyènes en roue libre », après leur sortie contre Roman Polanski.
En novembre 2020, il publie une critique dans Le Figaro au sujet du livre Toujours plus de Léna Situations, alors numéro 1 des ventes. Dans sa chronique intitulée « Autobiographie d’une inconnue célèbre » , il considère que Léna Situations est une « inculte assumée » et son livre comme « 147 pages de vide » et de « dix-neuf euros quatre vingt dix de perdus ». Invitée sur le plateau de Quotidien, Léna Situations répondra « être fatiguée par le snobisme intellectuel et le mépris » de certains critiques littéraires,. Frédéric Beigbeder est alors vivement critiqué sur les réseaux sociaux,.
En juin 2022, il fait ses adieux à la cocaïne, qu'il reconnaît avoir longtemps utilisée,.

## Accusation de viol
Le 2 décembre 2023, il est placé en garde à vue au commissariat de Pau à la suite d'accusations de viol. Une jeune femme l'accuse de l'avoir violée dans une chambre d'hôtel alors qu'elle avait 17 ans. Beigbeder conteste les faits qui lui sont reprochés et l'enquête est classée sans suite en juillet 2024 en raison de « l'absence d’indices graves ou concordants » et du fait que « l’infraction apparaît insuffisamment caractérisée »,.

## Œuvres

### Romans
- 1990 : Mémoires d'un jeune homme dérangé (Marc Marronnier 1), La Table ronde
- 1994 : Vacances dans le coma (Marc Marronnier 2), Grasset
- 1997 : L'Amour dure trois ans (Marc Marronnier 3), Grasset
- 2000 : 99 Francs (Octave Parango 1), GrassetDu fait du passage à l'euro, l'édition brochée est rééditée en 2002 sous le titre 14,99 euros et en 2015, l'édition de poche est renommée 5,90 euros
- 2003 : Windows on the World, Grasset — prix Interallié
- 2005 : L'Égoïste romantique, Grasset
- 2007 : Au secours pardon (Octave Parango 2), Grasset
- 2009 : Un roman français, Grasset — prix Renaudot
- 2014 : Oona et Salinger, Grasset
- 2018 : Une vie sans fin, Grasset — Prix Rive Gauche à Paris
- 2020 : L'Homme qui pleure de rire (Octave Parango 3), Grasset[62]La couverture ne présente pas de titre et affiche seulement l'émoticône 🤣
- 2022 : Un barrage contre l'Atlantique, Grasset« Roman de non-fiction » souvent autobiographique, suite d'Un roman français[63]
- 2025 : Un homme seul, Grasset

### Nouvelles
- 1999 : Nouvelles sous ecstasy, Gallimard.
- 2000 : Quitter Lavil, pastiche de Quitter la ville de Christine Angot[64].

### Essais
- 1998 : Barbie, éditions Assouline, coll. « Mémoire de la mode ».
- 2001 : Dernier inventaire avant liquidation, Grasset.
- 2011 : Premier bilan après l'Apocalypse, Grasset.
- 2018 : La frivolité est une affaire sérieuse, Éditions de l'Observatoire. Il s'agit d'une compilation de 99 chroniques sur le monde[65].
- 2021 : Bibliothèque de survie, Éditions de l'Observatoire. Il s'agit d'un recueil de cinquante articles parus dans Le Figaro Magazine depuis une décennie[66].
- 2023 : Confessions d'un hétérosexuel légèrement dépassé, Albin Michel.
- 2023 : Dictionnaire amoureux des écrivains français d'aujourd'hui, Plon.

### Entretiens
- 2004 : Je crois moi non plus : Dialogue entre un évêque et un mécréant, avec Jean-Michel Di Falco, Calmann-Lévy.
- 2004 : « Conversation muette », avec Albert Cossery, Bordel, no 3, Flammarion.
- 2015 : Conversations d'un enfant du siècle, Grasset et Fasquelle

### Collectifs
- 1995 : Mauvais garçons. 17 nouvelles et 1 sonnet, collectif, Spengler, coll. « Carré blanc ».
- 2003 : SMS. Sex More Sex, collectif, Les Arènes.
- 2004 : Le Roman, pour quoi faire ?, collectif, Flammarion.
- 2004 : Lettres à Dieu, collectif, Calmann-Lévy.
- 2004 : D'ici à nulle part. Hommage à Charles Bukowski, éditions Éden.
- 2006 : Love textos, collectif, La Martinière.
- 2007 : 99 F. Le Manuel d'utilisation de la société d'hyperconsommation, collectif, éditions Télémaque.
- 2009 : Bordel. The Rat Pack, collectif, Stéphane Million éditeur.
- 2010 : Célébriti. Riches, célèbres et antiques, collectif, Les Belles Lettres.

### Préfaces et postfaces
- 1998 : Porn art 2 de Dahmane, Alixe.
- 2002 : Un jeune homme chic d'Alain Pacadis, Denoël.
- 2003 : Voyage au pays de l'échangisme de Christine Ley, Favre.
- 2003 : Cette soif de célébrités ! de Chris Rojek, Autrement.
- 2005 : Lettres à soi-même de Paul-Jean Toulet, édition du Sandre.
- 2005 : C'est quoi l'idée ? Création, publicité et société de consommation, Michalon.
- 2005 : Autobiographie d'un DJ de Philippe Corti, Ramsay.
- 2005 : Tropique du Cancer suivi de Tropique du Capricorne d'Henry Miller, Stock, coll. « La Cosmopolite ».
- 2011 : Drogues. Pourquoi la légalisation est inévitable de Michel Henry, Denoël.
- 2011 : Les 100 plus belles photos de Jean-François Jonvelle, éd. Gourcuff Gradenigo.
- 2012 : Regags de Mix & Remix, Buchet-Chastel, coll. « Les cahiers dessinés ».
- 2012 : Bons Baisers de Biarritz de Vincent Balhadere, images par Crista Leonard.
- 2014 : Dictionnaire chic de philosophie, Paris, Écriture, coll. « Dictionnaires chics », 2014, 450 p. (ISBN 978-2-35905-169-8)
- 2021 : La Crise de Jean Kanapa, La Déviation.

### Audios
- 2003 : Bande originale de ma jeunesse, Warner Music France
- 2006 : Nouvelles sous ecstasy, lu par Pierre Tissot, Gallimard, coll. « Écoutez lire ».
- 2009 : Un roman français, lu par Pierre Tissot, Audiolib.
- 2014 : Oona & Salinger, lu par Édouard Baer, Audiolib.

### Bandes dessinées
Avec des dessins de Philippe Bertrand
- 2002 : Rester Normal, Dargaud [67]
- 2004 : Rester Normal à Saint-Tropez, Dargaud

### Cinéma
Sauf indication contraire, les informations mentionnées dans cette section peuvent être confirmées par la base de données cinématographiques IMDb,  présente dans la section « Liens externes ».

#### Réalisateur
- 2011 : L'amour dure trois ans
- 2016 : L'Idéal[68]

#### Scénariste
- 1999 : Les Infortunes de la beauté de John Lvoff
- 2006 : The Day All Women Loved Me (court métrage) d'Antoine Manceaux
- 2007 : L'Attrape-Salinger (documentaire) de Jean-Marie Périer
- 2012 : L'amour dure trois ans de lui-même
- 2016 : L'Idéal de lui-même

#### Acteur
- 1999 : Les Infortunes de la beauté de John Lvoff : Luc
- 2001 : La Fille du batelier (film pornographique) de Patrice Cabanel : l'homme au bar
- 2007 : Restauratec (court métrage) de Nicolas et Bruno
- 2005 : Tu vas rire, mais je te quitte de Philippe Harel : lui-même
- 2005 : Imposture de Patrick Bouchitey: célébrité 2
- 2006 : Comme t'y es belle ! de Lisa Azuelos : Ivan
- 2007 : Les Cinéphiles 3 : Les Ruses de Frédéric (moyen-métrage) de Louis Skorecki
- 2007 : 99 Francs de Jan Kounen : Badman
- 2008 : La Personne aux deux personnes de Nicolas et Bruno : lui-même
- 2011 : Beur sur la ville de Djamel Bensalah : le conducteur de la Mercedes 600
- 2011 : La Chanson du dimanche, la série (série télévisée) d'Alexandre Castagnetti et Clément Marchand : Paco
- 2012 : L'amour dure trois ans de lui-même : le soldat russe
- 2015 : Lolo de Julie Delpy : le cuisinier
- 2019 : L'Éléphant (Элефант) d'Alexeï Krassovski (ru) : Vincent
- 2019 : À cause des filles..? de Pascal Thomas : Christophe

#### Adaptations cinématographiques de ses œuvres
- 2007 : 99 Francs de Jan Kounen (d'après 99 Francs)
- 2012 : L'amour dure trois ans de lui-même (d'après L'amour dure trois ans)
- 2016 : L'Idéal de lui-même (d'après Au secours pardon)

### Résumé de carrière médiatique

#### Parcours à la radio
- 2016-2018 : billet d'humeur hebdomadaire dans la matinale de Patrick Cohen sur France Inter
- 2016-2018 : une chronique décalée dans la semaine, toujours sur France Inter
- depuis 2019 : sociétaire des Grosses Têtes de Laurent Ruquier
- 2022-2024 : Conversations chez Lapérouse sur Radio Classique[69]

#### Émissions de télévision
- 1990 : La dolce Beigbeder sur MCM
- 1997 à 2001 : Rive droite / Rive gauche sur Paris Première (chroniqueur littéraire)
- 2001 à 2002 : Des livres et moi sur Paris Première
- De septembre à novembre 2002 : L'Hypershow sur Canal+ (avec Jonathan Lambert)
- 2005 : Le Grand Journal sur Canal+ (chroniqueur littéraire)
- Septembre 2007 à décembre 2015 : Le Cercle sur Canal+ Cinéma
- Mai 2016 : Les Recettes Pompettes avec Mr Poulpe